# Akkruva Colles
Akkruva Colles és una estructura geològica de la superfície de Venus.